# Noether-gyűrű
A matematikában, azon belül a gyűrűelméletben a Noether-gyűrű olyan gyűrű, amiben az ideálokra teljesül a maximumfeltétel, azaz ideálok bármely 
{\displaystyle I_{1}\subseteq I_{2}\ldots \subseteq I_{k}\subseteq I_{k+1}\subseteq \ldots }
felszálló lánca stabilizálódik, vagyis létezik olyan {\displaystyle n}, hogy
{\displaystyle I_{n}=I_{n+1}=\ldots }.
Ha a maximumfeltétel csak bal- illetve jobbideálokra igaz, akkor bal- illetve jobb-Noether-gyűrűről beszélünk. A fogalom Emmy Noetherről van elnevezve. Általánosítása a Noether-modulus: egy gyűrű akkor és csak akkor Noether-gyűrű, ha önmaga feletti modulusként Noether-modulus.

## Ekvivalens definíciók
A következő definíciók a Noether-tulajdonsággal ekvivalensek:
- Az ideálokra teljesül a maximumfeltétel.
- Ideálok egy tetszőleges halmazában van maximális elem.
- Minden ideál végesen generált.

A feltételek megfelelően átfogalmazhatók bal- illetve jobbideálokra, így a bal- illetve jobb-Noether-tulajdonsággal ekvivalens feltételeket adva.
Cohen egy eredménye szerint kommutatív gyűrűkben ezekkel ekvivalens az a látszólag gyengébb kritérium, hogy minden prímideál végesen generált.

## Tulajdonságok
- Ha {\displaystyle R} Noether-gyűrű, akkor Hilbert bázistétele szerint {\displaystyle R[X]} is az. Indukcióval adódik, hogy {\displaystyle R[X_{1},\ldots ,X_{n}]} is Noether.
- Ha {\displaystyle R} Noether-gyűrű, akkor {\displaystyle R[[X]]} is az.
- Ha {\displaystyle R} Noether és {\displaystyle I\subseteq R} kétoldali ideál, akkor az {\displaystyle R/I} faktorgyűrű is Noether. Ekvivalens megfogalmazás: Noether-gyűrű homomorf képe Noether.
- Kommutatív Noether-gyűrű felett végesen generált kommutatív algebra is Noether.
- Egy {\displaystyle R} gyűrű bal-Noether, ha bármely végesen generált {\displaystyle R}-balmodulus Noether-modulus. (Ugyanúgy jobb-Noether-gyűrűre jobbmodulusokkal.)
- Kommutatív Noether-gyűrű lokalizáltja Noether-gyűrű.
- Az Akizuki–Hopkins-tétel szerint minden (bal-)Artin-gyűrű (bal-)Noether-gyűrű. Továbbá egy bal-Artin-gyűrű akkor és csak akkor jobb-Noether, ha jobb-Artin. (Ugyanígy bal és jobb felcserélésével.)

## Példák, ellenpéldák
- Minden test Noether: csak két ideálja van, {\displaystyle (0)} és önmaga, így a maximumfeltétel triviálisan teljesül.
- Minden főideálgyűrű, például a racionális egészek Noether, mert minden ideált egyetlen (és így véges sok) elem generálja.
- Minden Dedekind-gyűrű Noether, mert minden ideál generálható legfeljebb két (és így véges sok) elemmel.
- Test vagy {\displaystyle \mathbb {Z} } felett véges sok változójú polinomgyűrű Noether.

Ahhoz, hogy egy gyűrű ne legyen Noether-tulajdonságú, bizonyos értelemben „nagy” kell legyen. A következő gyűrűk nem Noether-gyűrűk:
- Végtelen sok változójú polinomgyűrű:

{\displaystyle (X_{1})\subsetneq \left(X_{1},X_{2}\right)\subsetneq \ldots \subsetneq \left(X_{1},X_{2},\ldots ,X_{k}\right)\subsetneq \ldots }
megsérti a maximumfeltételt.
- Az algebrai egészek gyűrűje:

{\displaystyle (2)\subsetneq \left(2^{1/2}\right)\subsetneq \left(2^{1/4}\right)\ldots \subsetneq \left(2^{1/2^{k}}\right)\subsetneq \ldots }
megsérti a maximumfeltételt.
- Az {\displaystyle \mathbb {R} \to \mathbb {R} } folytonos függvények {\displaystyle C(\mathbb {R} ,\mathbb {R} )} gyűrűje: ha minden {\displaystyle n\in \mathbb {N} }-re

{\displaystyle I_{n}=\{f\in C(\mathbb {R} ,\mathbb {R} )\mid \forall x\geq n:\,f(x)=0\}},
akkor az
{\displaystyle I_{1}\subsetneq I_{2}\subsetneq \ldots I_{k}\subsetneq \ldots }
lánc megsérti a maximumfeltételt.
Érdemes kiemelni, hogy egy nem-Noether-gyűrű lehet részgyűrűje egy Noether-gyűrűnek. Például az algebrai egészek gyűrűje részgyűrű a komplex számok testében.

## Fordítás
- Ez a szócikk részben vagy egészben  a   Noetherian ring című angol Wikipédia-szócikk ezen változatának fordításán alapul.  Az eredeti cikk szerkesztőit annak laptörténete sorolja fel. Ez a jelzés csupán a megfogalmazás eredetét és a szerzői jogokat jelzi, nem szolgál a cikkben szereplő információk forrásmegjelöléseként.